# Tyczyn (gmina)
Tyczyn [ˈtɨt͡ʂɨn] est une commune urbaine-rurale de la Voïvodie des Basses-Carpates et du Powiat de Rzeszów. Elle s'étend sur 76,38 km2 et comptait 16 474 habitants en 2006.

## Géographie
La gmina regroupe les villages de Borek Stary, Hermanowa, Kielnarowa, Matysówka et Tyczyn.